# Logis des Varennes
Le logis des Varennes est une propriété privée située à Landes en Charente-Maritime.

## Histoire
Le corps du porche d'entrée construit en pierres de taille appareillé, de par sa forme et son volume, est typique de cette époque. Il est donc inscrit au titre des monuments historiques par arrêté du 29 novembre 1948.